# Organiste cul-roux
Euphonia fulvicrissa
Espèce
Statut de conservation UICN

 LC  : Préoccupation mineure
L'Organiste cul-roux (Euphonia fulvicrissa) est une espèce de passereau d'Amérique centrale de la famille des Fringillidae.
Cet oiseau est notamment réparti à travers la région Tumbes-Chocó-Magdalena.

## Sous-espèces
Cet oiseau est représenté par 3 sous-espèces :
- Euphonia fulvicrissa fulvicrissa P. L. Sclater, 1857 —  du centre du Panama à l'ouest de la Colombie ;
- Euphonia fulvicrissa omissa Hartert, 1913 — centre de la Colombie ;
- Euphonia fulvicrissa purpurascens Hartert, 1901 — sud-ouest de la Colombie et nord-ouest de l'Équateur.